# Alluaudia humbertii
Alluaudia humbertii, es una especie de planta con flores perteneciente al género Alluaudia, dentro de la familia Didiereaceae. Es endémica del sur de Madagascar.

## Descripción

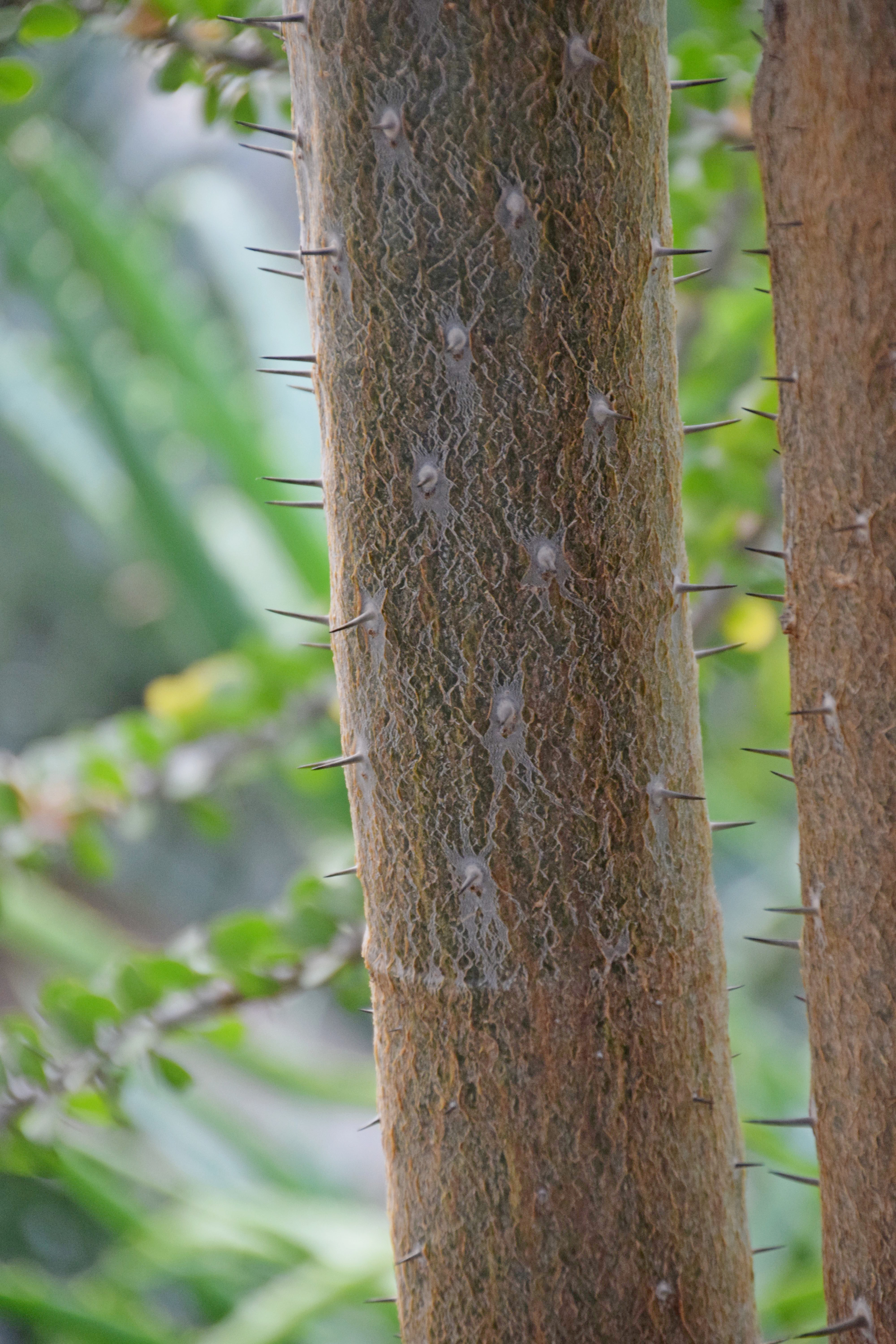
Detalle del tronco

Alluaudia humbertii es un árbol suculento que crece inicialmente como un arbusto con brotes extendidos y más tarde como un árbol de 5 a 6 metros de altura con un tronco esbelto y liso y una copa densamente ramificada. De hecho, las ramas crecen tanto horizontal como verticalmente. 
Toda su superficie esta cubierta por espinas grises individuales que miden de 5 a 23 milímetros de largo, y cuyo lado estrecho apunta hacia arriba.

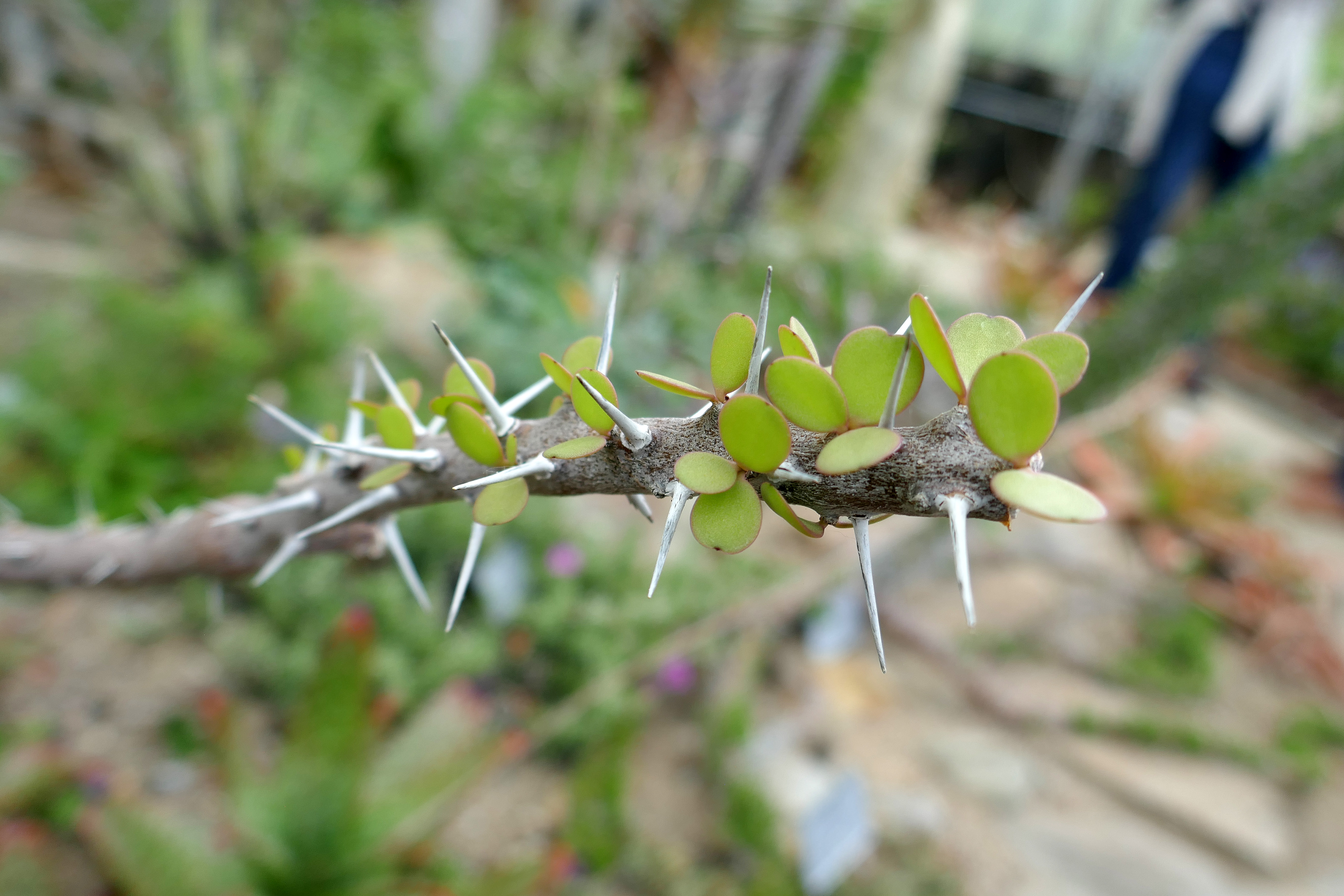
Hojas y espinas

Las hojas, que suelen aparecer en pares debajo de las espinas, son carnosas, con forma redondeada y bordes festoneados (en forma de onda). Son de color verde brillante y su longitud es de 4,5 a 15 mm y su ancho es de 4,5 a 10 mm.

Las plantas son dioicas, lo que significa que las flores masculinas y femeninas se encuentran en individuos diferentes. Así, las flores masculinas son de color verdoso y miden alrededor de 10 milímetros de diámetro, y las flores femeninas son de color blanco y miden de 4 a 6 milímetros de diámetro. Los frutos son alargados y miden 5 milímetros de largo.

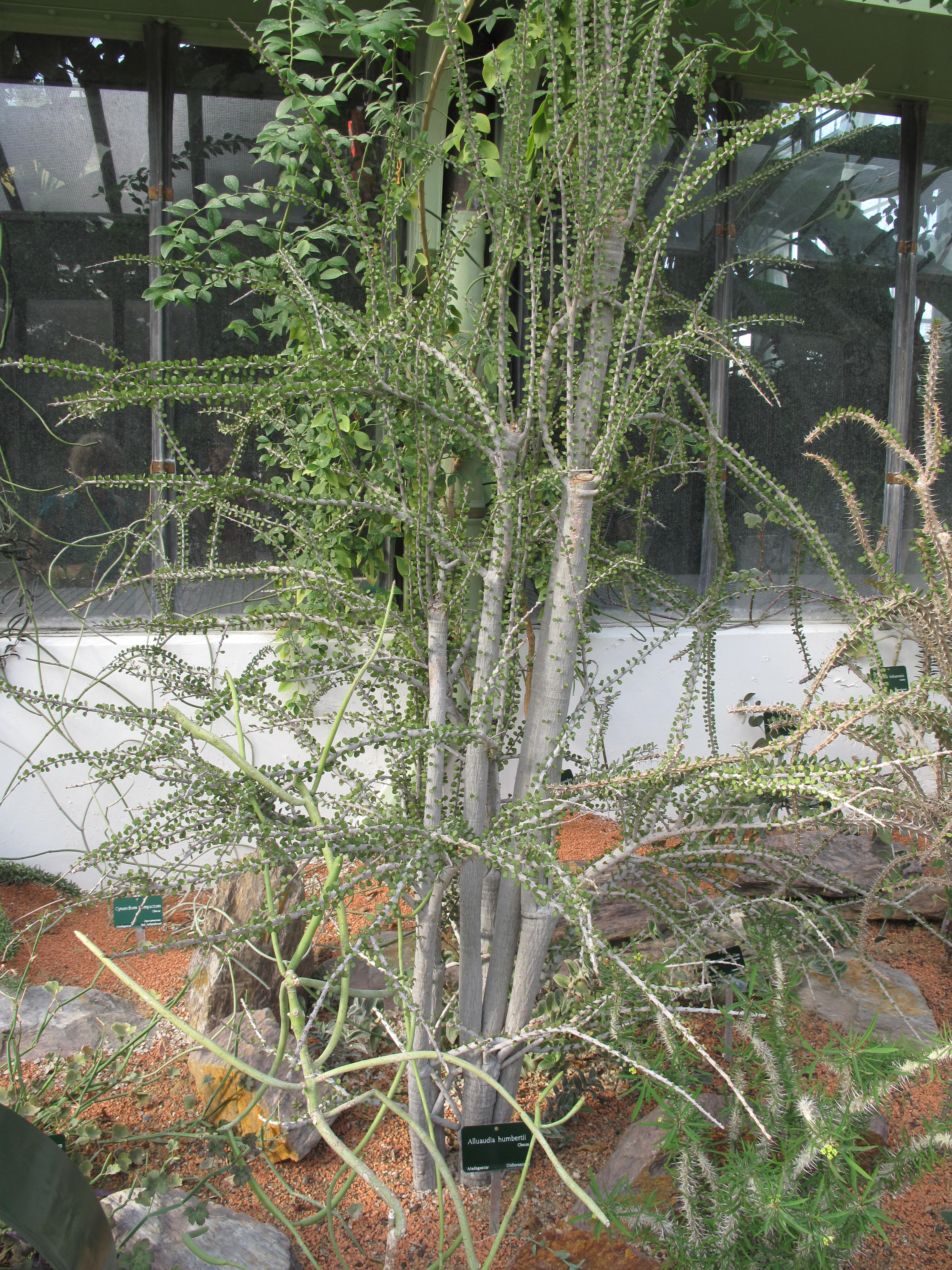
Crecimiento en forma de arbusto

## Distribución y hábitat
El área de distribución nativa de esta especie es el sur de Madagascar y crece principalmente en biomas desérticos o de matorrales secos, por lo que tolera muy bien a la sequía.

## Taxonomía
Alluaudia humbertii fue descrita por el botánico francés Pierre Choux y publicada por primera vez en la revista científica Mémoires de l'Académie Malgache 17: 30, 60 en 1934.
Etimología
- Alluaudia: nombre genérico otorgado en honor al zoólogo y naturalista Charles Alluaud (1861–1949).
- humbertii: epíteto específico otorgado en honor al botánico francés Jean-Henri Humbert.[3]

## Usos
Alluaudia humbertii se cultiva principalmente como planta ornamental, pudiéndose propagar a partir de esquejes.